# Parafia Narodzenia Najświętszej Maryi Panny w Słuczu

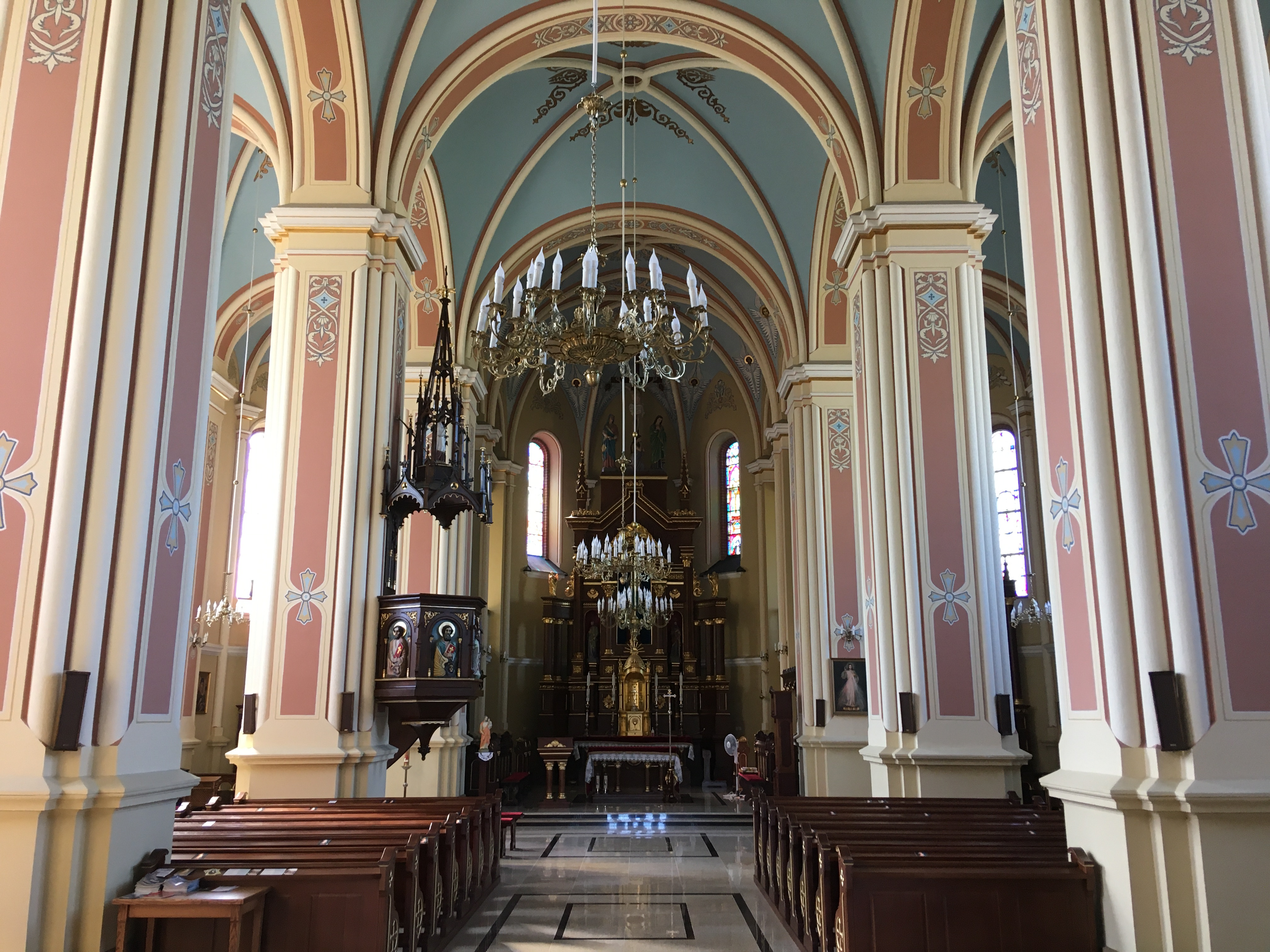
Nawa główna kościoła

Parafia pw. Narodzenia Najświętszej Maryi Panny w Słuczu – parafia rzymskokatolicka należąca do dekanatu Szczuczyn, diecezji łomżyńskiej, metropolii białostockiej. Erygowana została w 1444 roku. Jest prowadzona przez księży diecezjalnych.

## Zasięg parafii
Do parafii należą wierni z następujących miejscowości:Słucz, Bukowo, Czaple, Glinki, Jaki, Mikuty, Nieciki, Niebrzydy, Rydzewo-Pieniążek, Rydzewo Szlacheckie, Szymany, Kolonie Słucz, Wiązownica i Zakrzewo.